# Zwenkzwaaideur

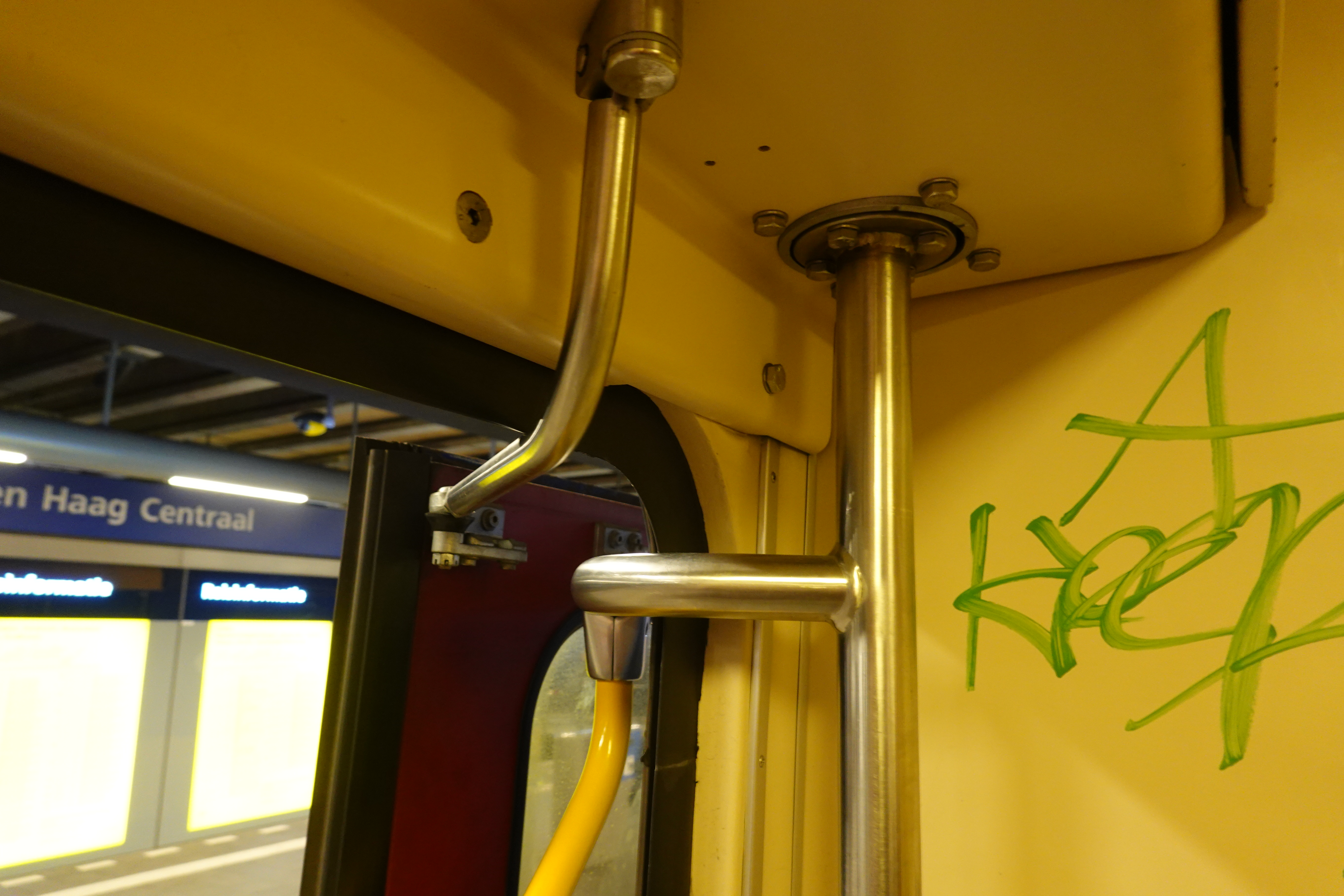
Een zwenkzwaaideur in open toestand met draaias en uithouderarm

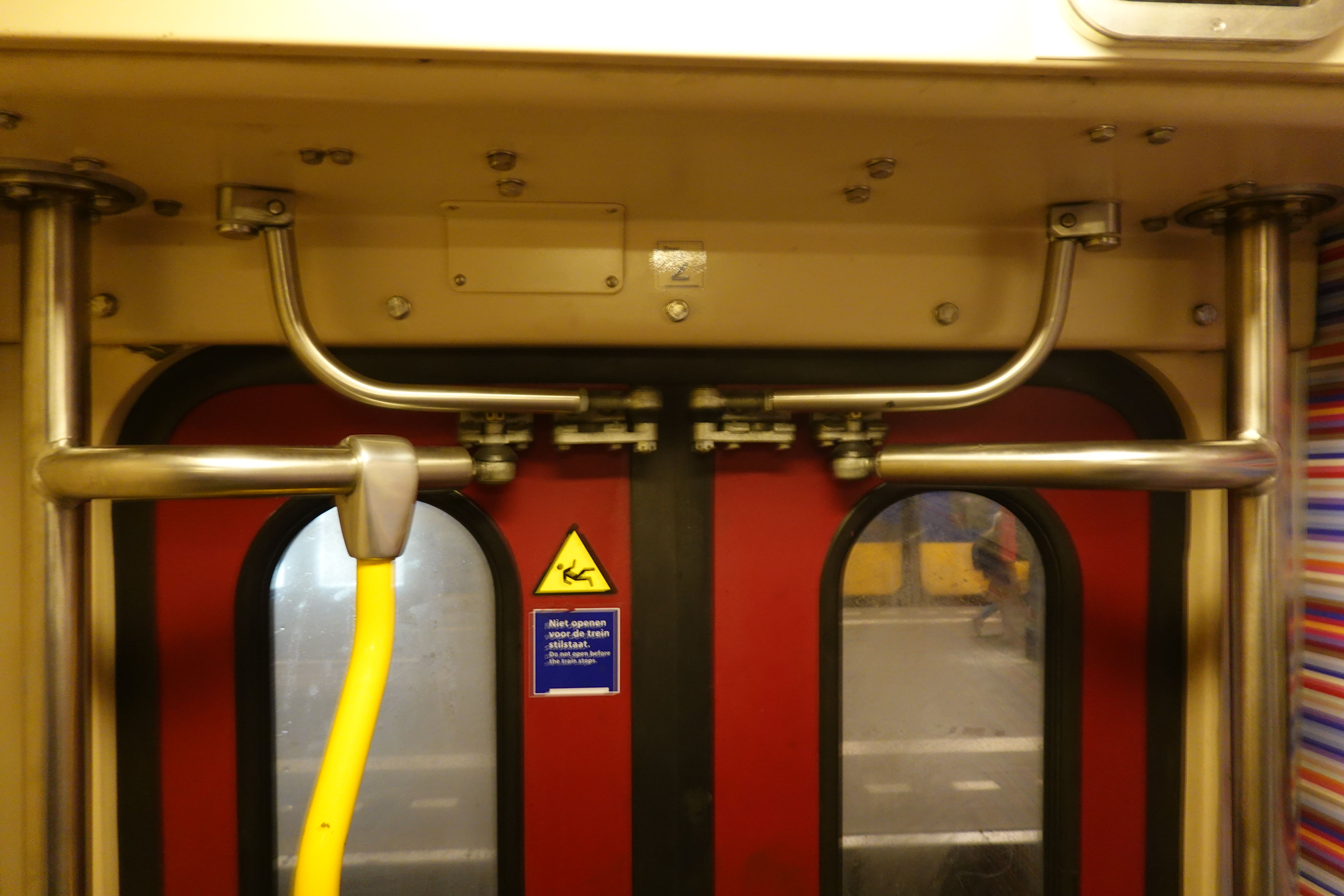
Een zwenkzwaaideur in gesloten toestand met draaias en uithouderarm

Een zwenkzwaaideur is een pneumatisch bediende deur van een trein, tram, autobus of ander vervoermiddel bestaande uit één of twee deurhelften die weer uit meerdere beweegbare onderdelen bestaan en die bij het openen naar buiten wordt gezwenkt en gezwaaid, dit in tegenstelling tot een klapdeur, vouwdeur of schuifdeur.
De deur wordt geopend door uit het portaal naar buiten te zwenken gevolgd door een zwaaibeweging naar links en/of rechts tot de open positie is bereikt. Deze beweging komt tot stand door het draaien van de balkonstangen die zijn verbonden met de deurbladen door middel van uithouderarmen. Tijdens de beweging worden de deurbladen parallel gehouden aan de wagonwand of carrosserie door middel van de parallelarmen. Door een pneumatische draaicilinder worden de balkonstangen aangestuurd en wordt de deur naar buiten of binnen bewogen. De deuren zijn bij het rijden gesloten en vergrendeld ook indien de lucht wegvalt. In noodgevallen kan door middel van een noodkraantje de lucht van de deuren worden gehaald en kunnen de deuren handmatig worden geopend.
Voordeel van een zwenkzwaaideur ten opzichte van een klapdeur of vouwdeur is dat in het voertuig minder ruimte voor de deurpartij nodig is. Aan de buitenkant is meer ruimte noodzakelijk voor het uitzwaaien waarvoor ook het perron of de halte geschikt moet zijn. Een tweede belangrijk voordeel is dat de deuren precies passen binnen de deuropeningen die daardoor hermetisch worden afgesloten, waar klap- en vouwdeuren kieren openlaten die tocht kunnen veroorzaken. 
In Nederland werd dit type deur voor het eerst toegepast in 1957 bij enkele series Scania-Vabis-streekbussen voor de plattelandslijnen van de dochterondernemingen van de Nederlandse Spoorwegen. Daarna werden de bolramer-streekbus en daarmee verwante autobustypen, de treinen van het type Mat '64, de standaardstreekbus en de standaardstadsbus ermee uitgerust. Sinds 1979 verscheen dit type deur bij een serie Amsterdamse trams, in 1983 bij de Utrechtse sneltrams en sinds 1993 bij een serie Haagse trams. Gaandeweg is dit type deur bij veel treinen, trams en autobussen aanwezig. Bij touringcars zijn het vaak enkelblads deuren. In verband met de vloerhoogte, die bij trein en perron gelijk moet zijn, wordt bij metrotreinen de voorkeur gegeven aan schuifdeuren boven zwenkzwaaideuren.
In Nederland werd deze deurtype gebruikt voor het Stoptreinmaterieel '90, het Stadsgewestelijk Materieel en Intercityrijtuigen. In België voor de M4 spoorwegrijtuigen en de dubbeldeksrijtuigen M5.

## Galerij

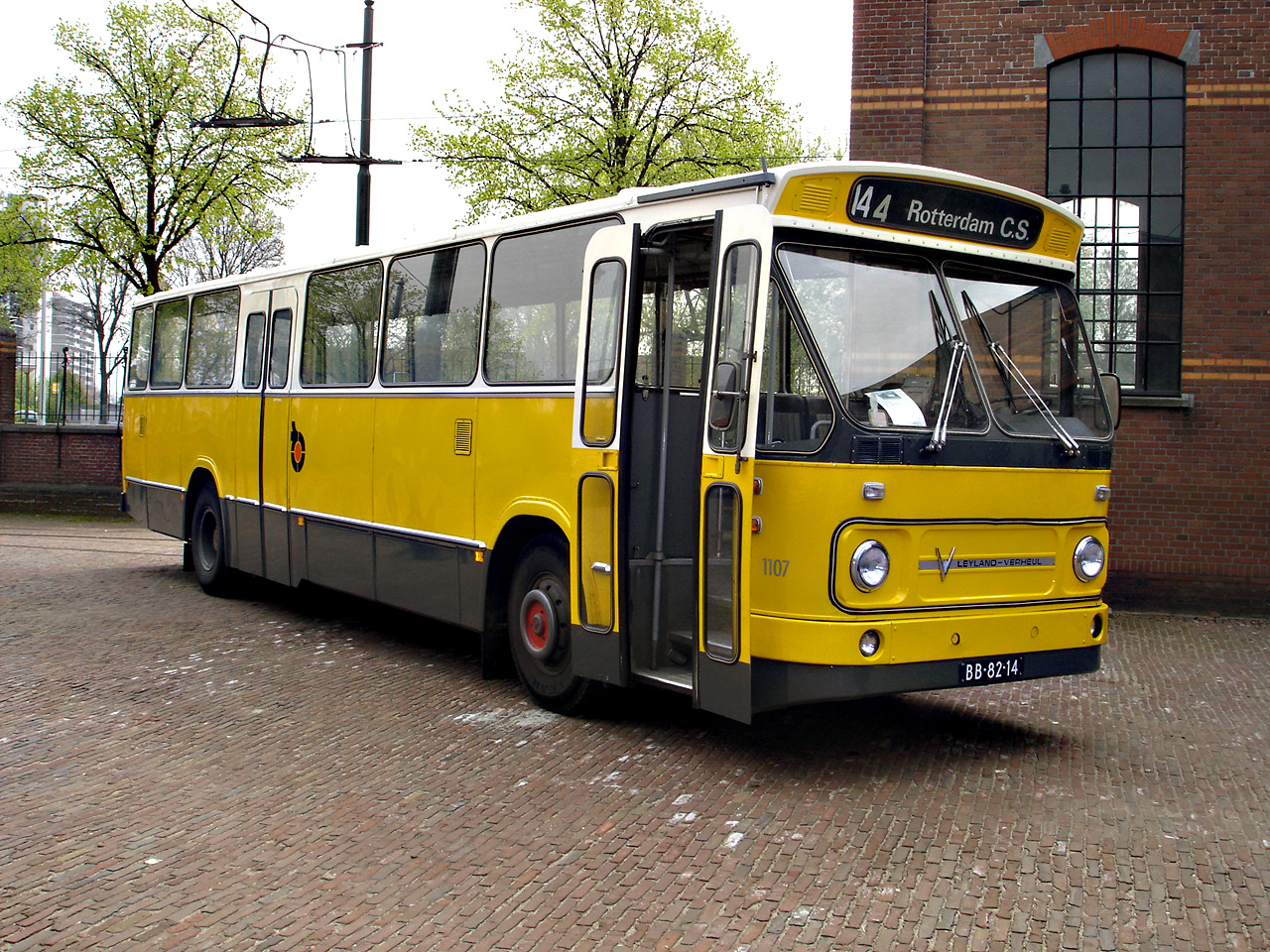
Een standaardstreekbus, duidelijk zichtbaar zijn hier de zwenkzwaaideuren in zowel geopende stand als gesloten
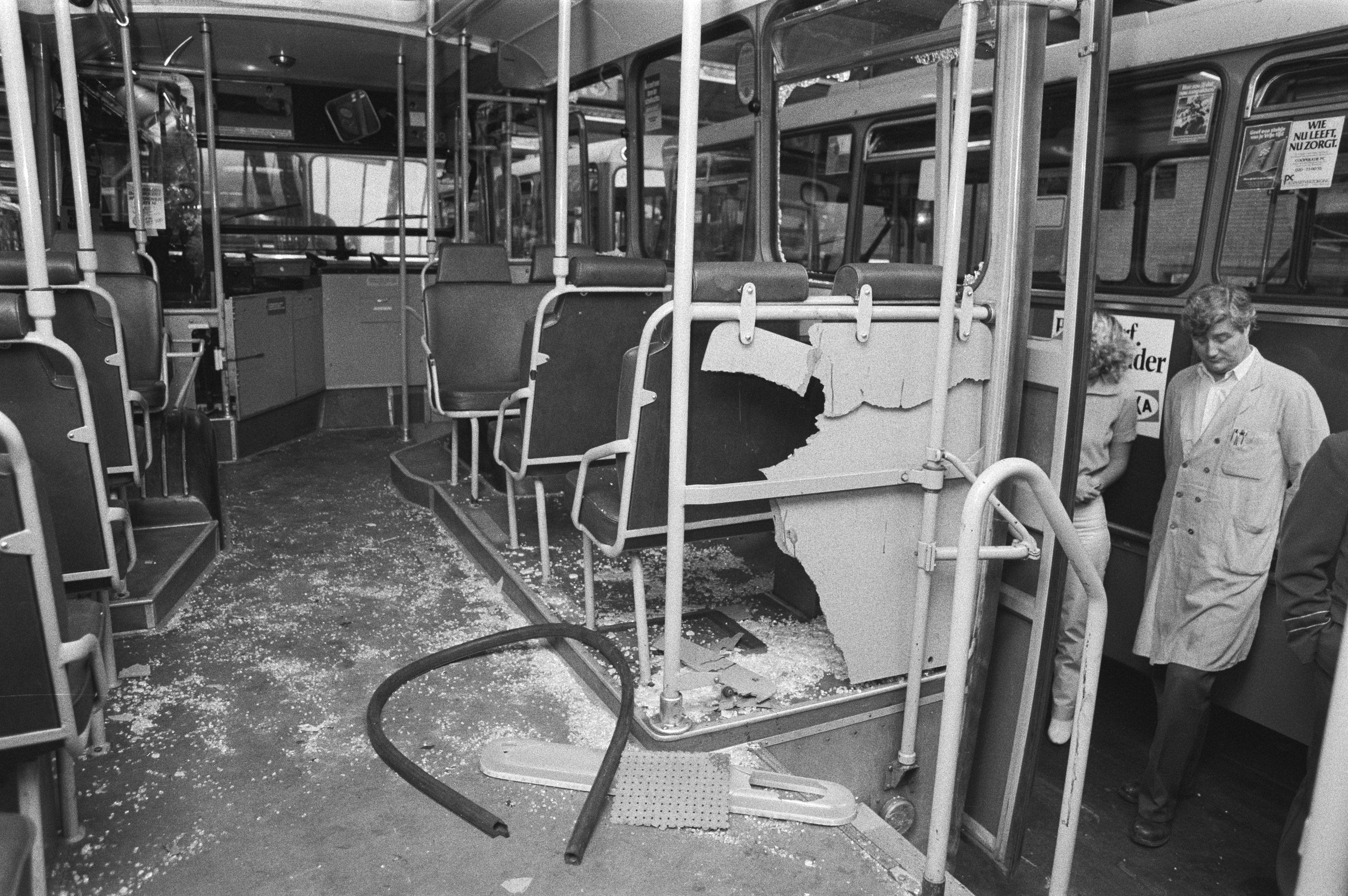
Een standaardstadsbus met zwenkzwaaideur in het midden
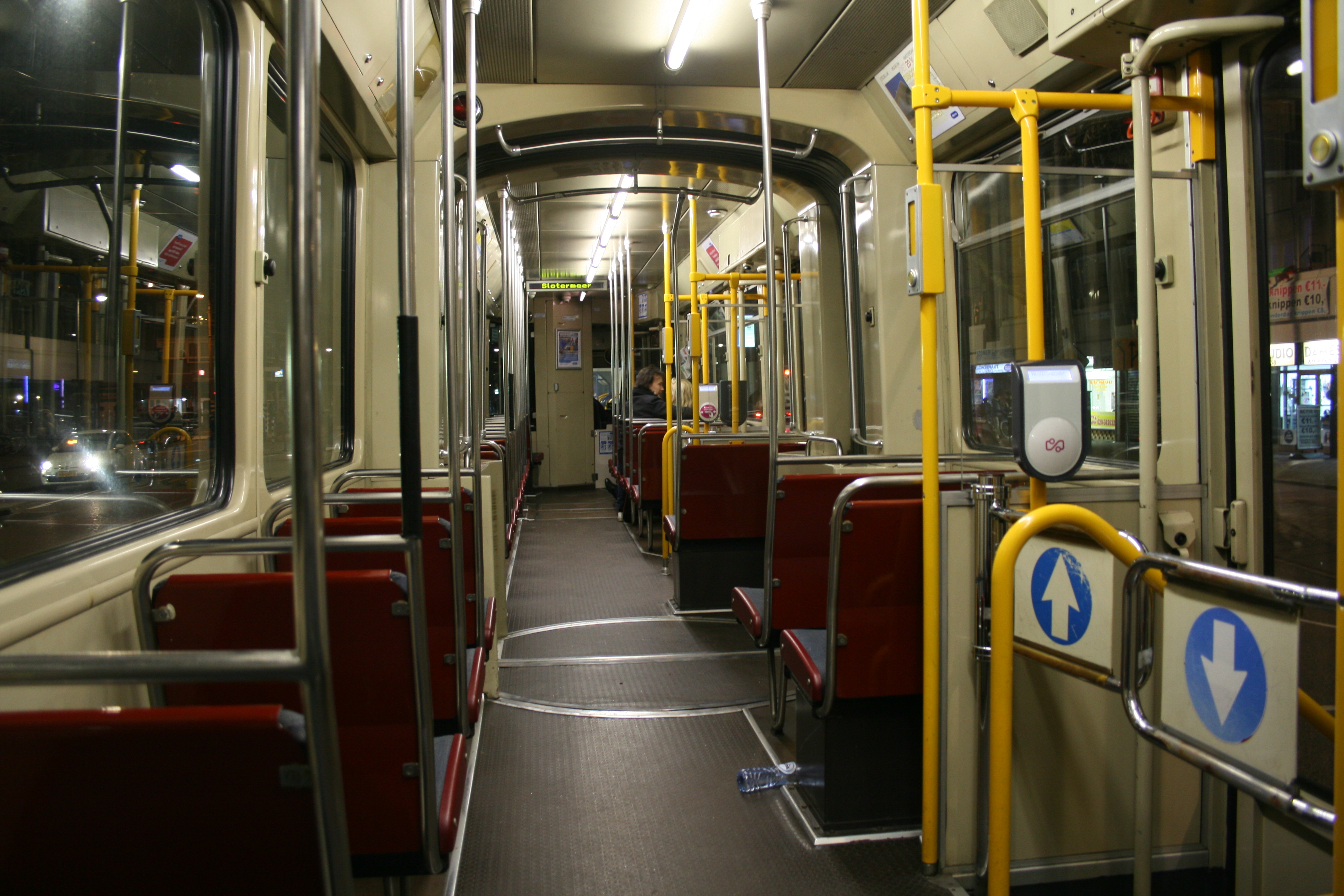
Interieur van een Amsterdamse tram, hier zijn de balkonstangen en uithouderarmen zichtbaar
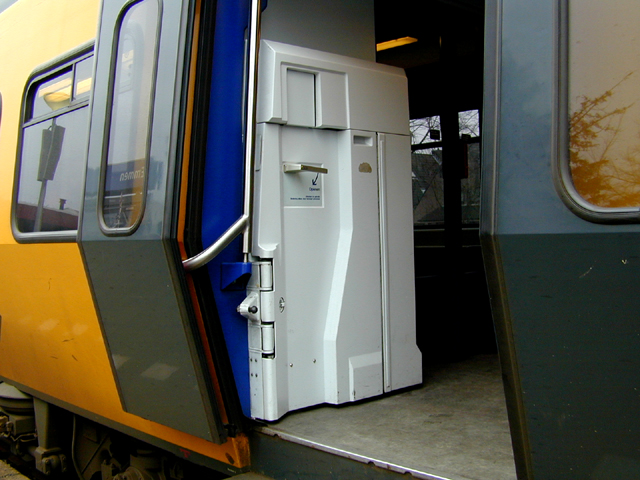
zwenkzwaaideur bij een SM90 treinstel